# The Shard
The Shard (с англ. — «Осколок стекла»), или The Shard London Bridge — 87-этажный небоскрёб в Лондоне, возведённый на месте Southwark Towers, 25-этажного офисного центра, построенного в 1975 году. 30 марта 2012 года здание достигло своей верхней отметки в 310 метров. Церемония открытия состоялась 5 июля 2012 года. Является высочайшим зданием в Великобритании и седьмым по высоте в Европе.

## Описание
Форма здания была разработана в виде неправильной пирамиды, облицованной стеклом. Небоскрёб включает в себя 72 этажа с офисами, квартирами, палисадниками и техническими помещениями: итальянский архитектор Ренцо Пиано называет своё творение «вертикальным городом». 
На последнем этаже здания расположены высочайшие в Великобритании смотровая площадка и галерея.
Небоскрёб назван «Shard», что в переводе означает «осколок», и облицован тысячами стеклянных панелей, которые сияют на солнце. Туристов на пирамиду, построенную в основном на средства Катара, начали пускать в феврале 2012 года.

## Планирование и обсуждение проекта
Проект небоскрёба был разработан в 2000 году архитектором Ренцо Пиано (автор парижского Центра Помпиду).
В 2002 году, после протестов местных властей и градозащитников, включая Royal Parks Foundation и «Английское наследие» (English Heritage), Джон Прескотт, занявший позже должность заместителя премьер-министра, направил запрос в администрацию премьер-министра по поводу проекта «Shard». 19 ноября 2005 на запрос был получен ответ, подтверждающий одобрение строительства.
В сентябре 2007 началась подготовка к сносу офисного комплекса Southwark Towers, на месте которого планировалось построить небоскрёб. Тем не менее в том же месяце состояние финансовых рынков поставило весь проект под угрозу отмены (как раньше — проект небоскрёба Index).
В ноябре 2007 генподрядчиком строительства стала компания «Mace», выигравшая контракт с фиксированной стоимостью не более 350 млн £. Тем не менее к октябрю 2008 эта цена выросла до 435 млн £.
Снос офисного комплекса Southwark Towers был завершён в начале 2009 года. Тогда же началось строительство нового небоскрёба.

## Строительство
Кран, с помощью которого строились верхние этажи здания, был самым высоким в Великобритании. Его можно было передвинуть по стене здания до самой вершины.
Строительство верхних этажей здания несколько раз пришлось останавливать из-за сильного ветра.

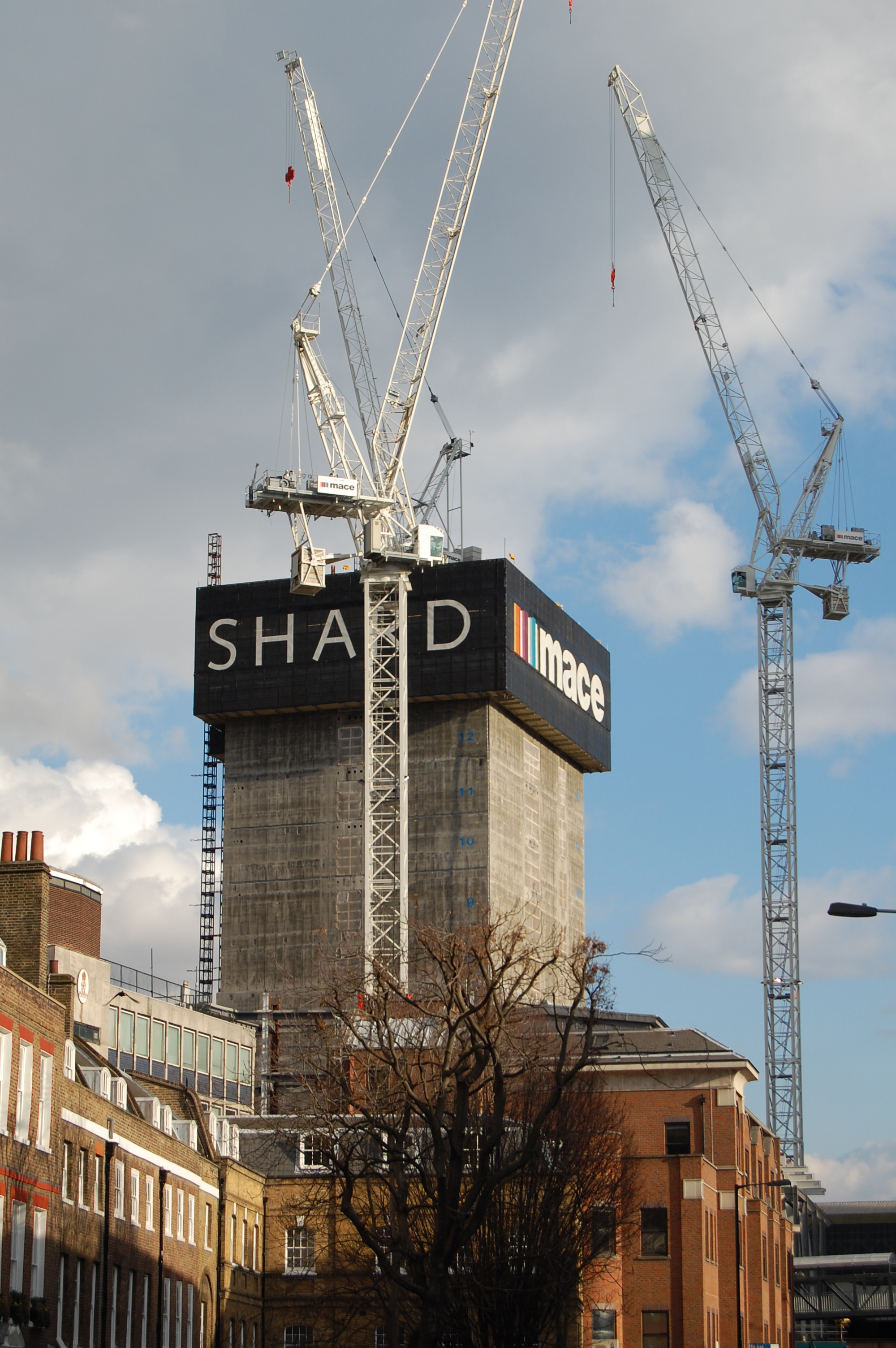
Строительство (20 февраля 2010 года)
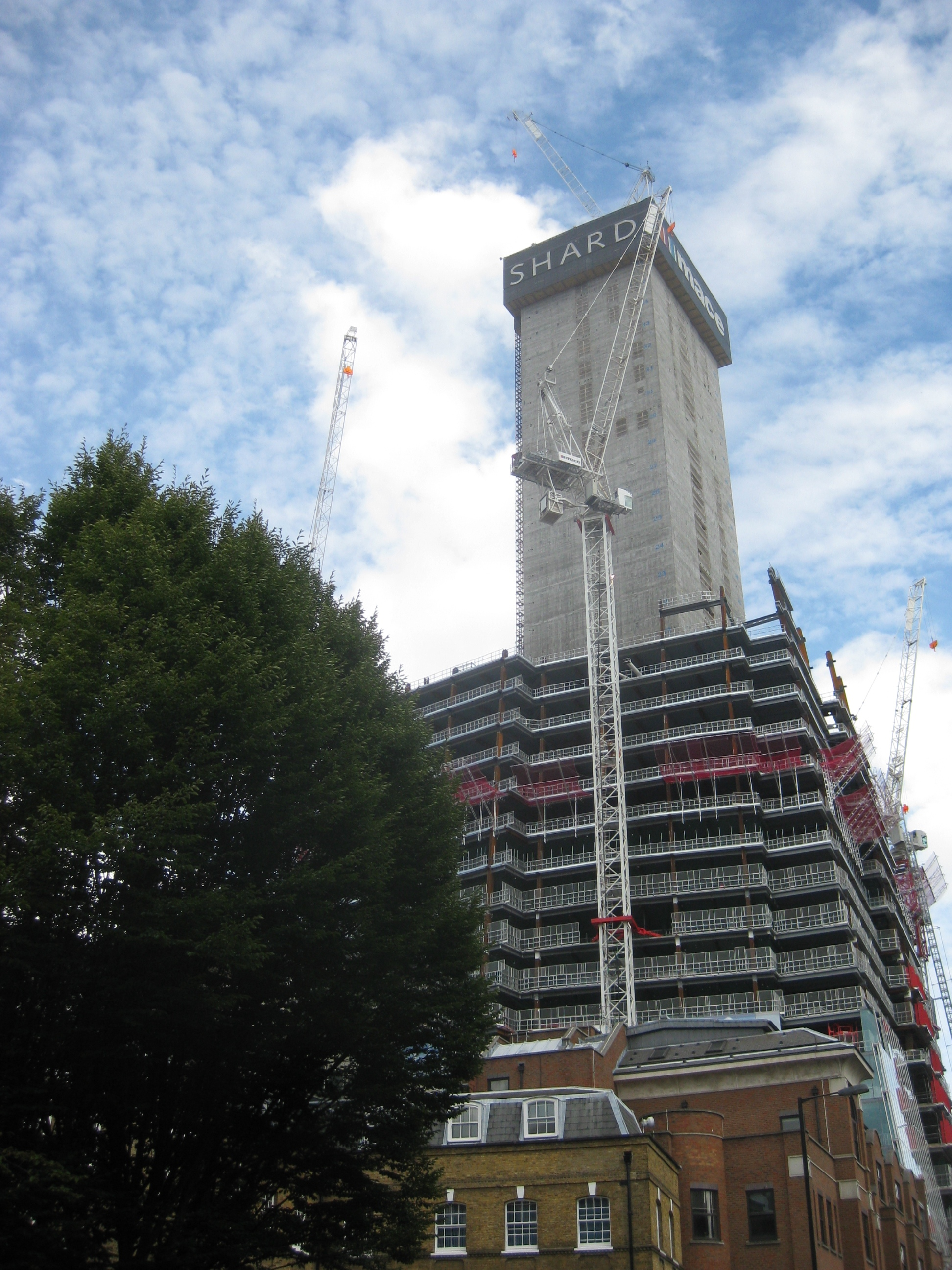
Возведение первых этажей здания (17 июля 2010 года)
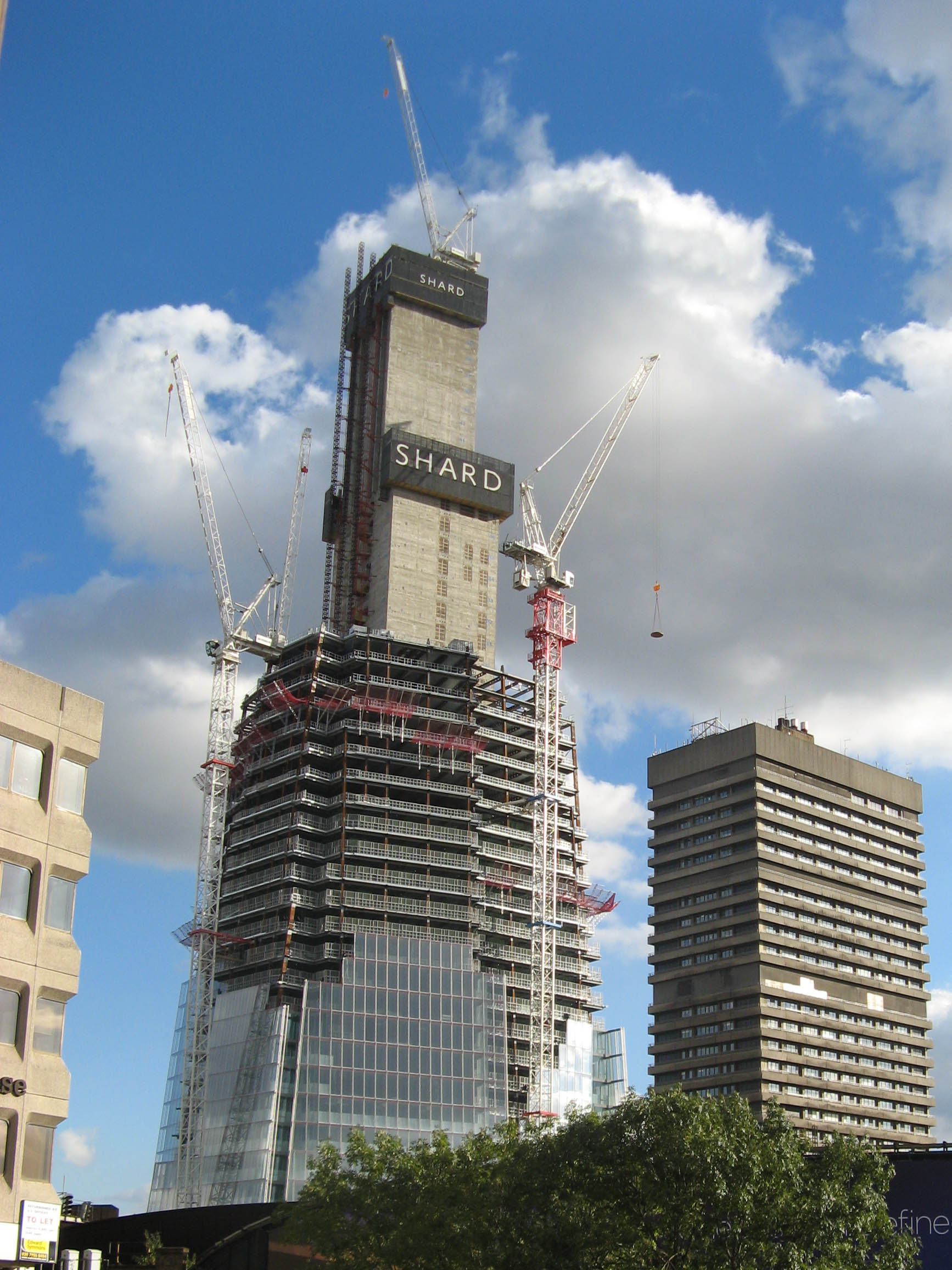
18 сентября 2010 года
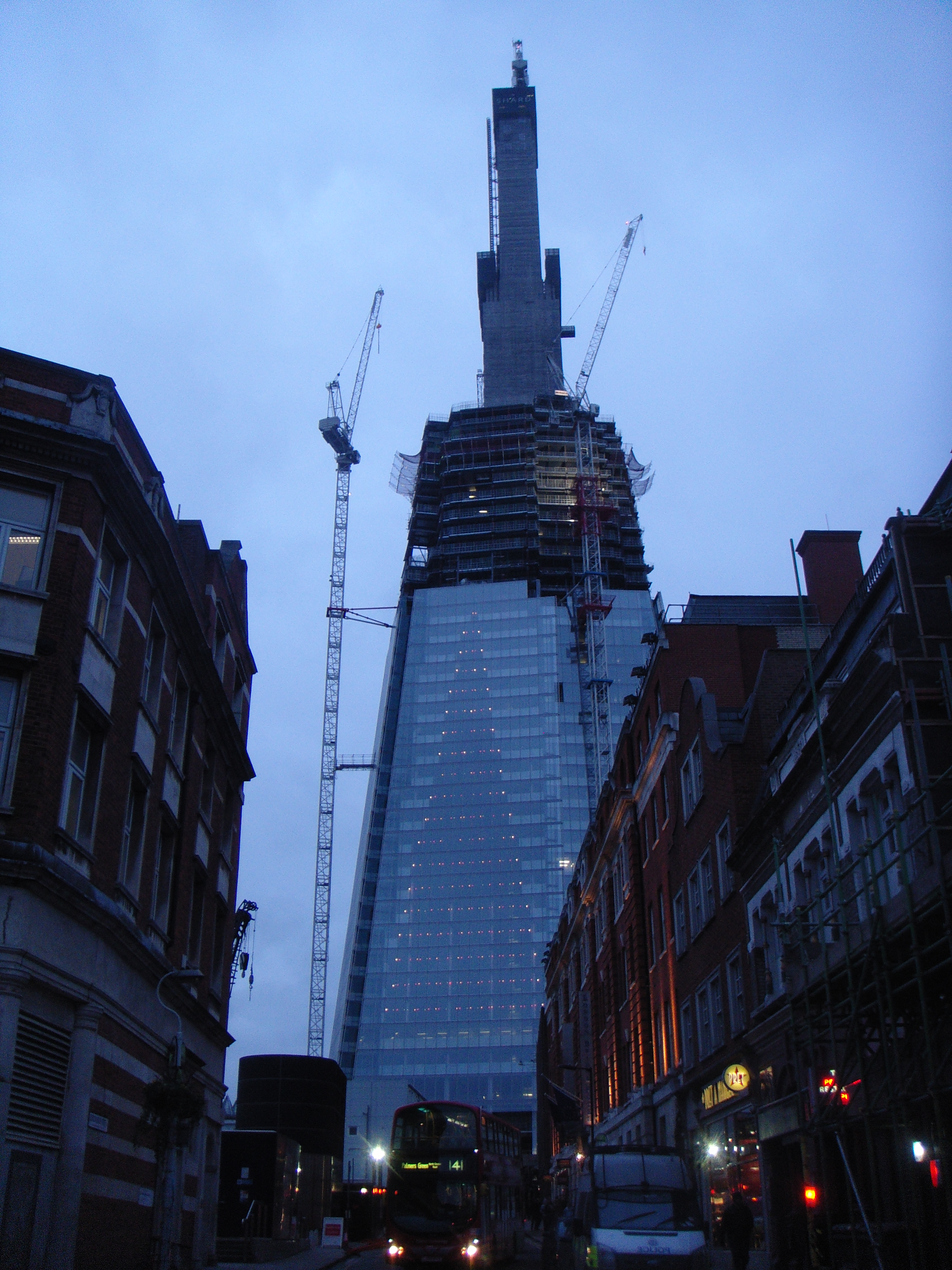
23 декабря 2010 года
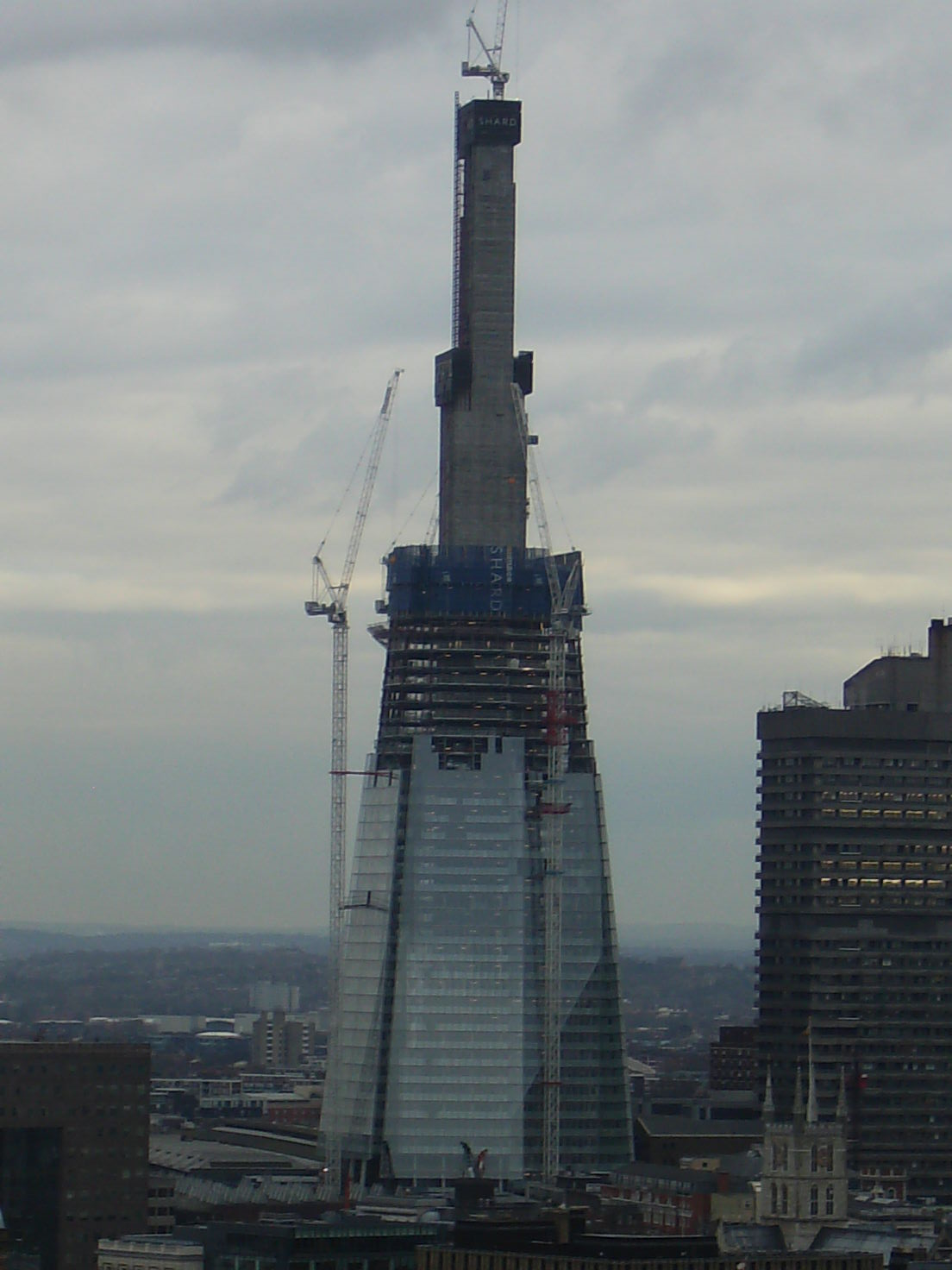
26 января 2011 года
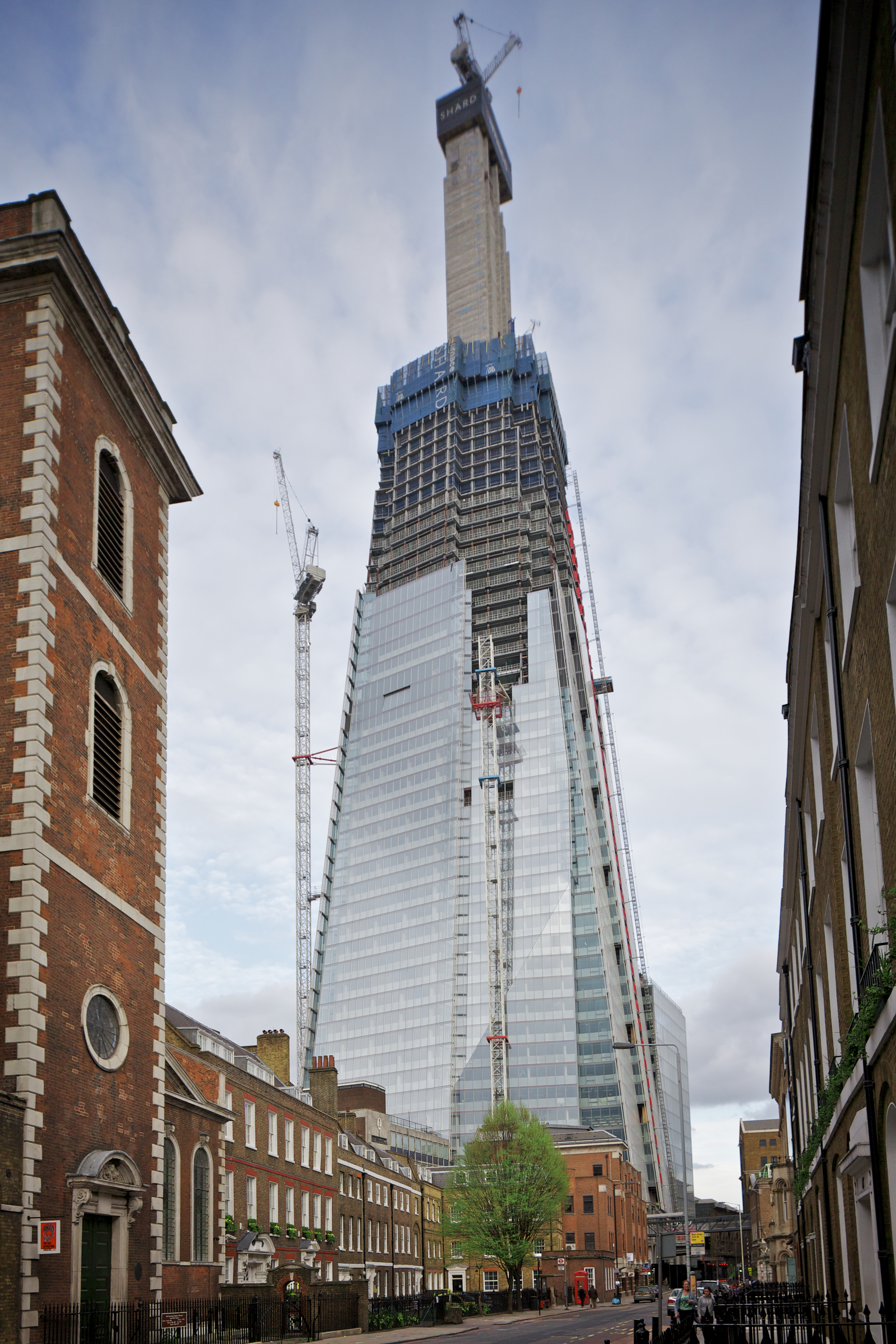
3 апреля 2011 года
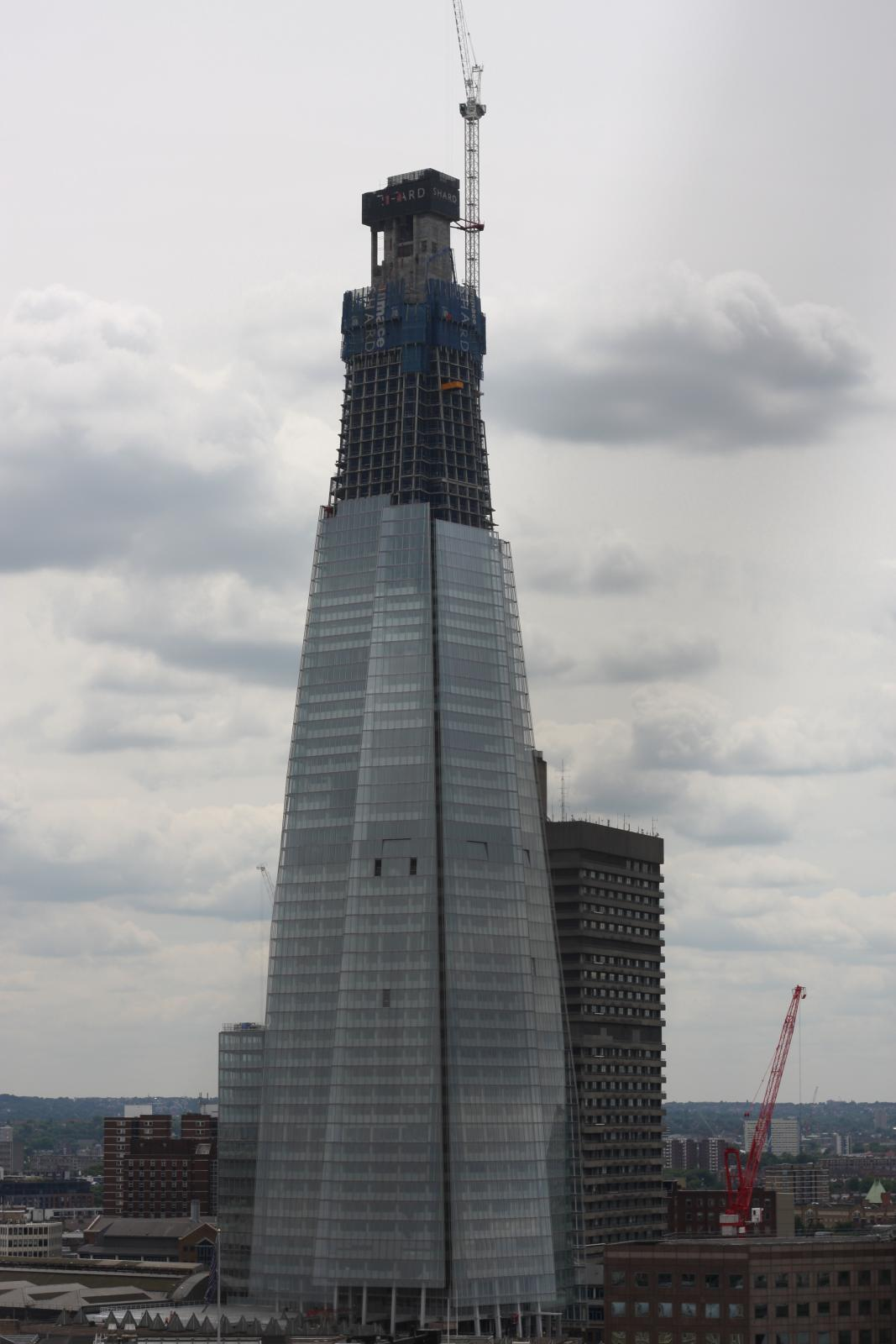
14 июля 2011 года
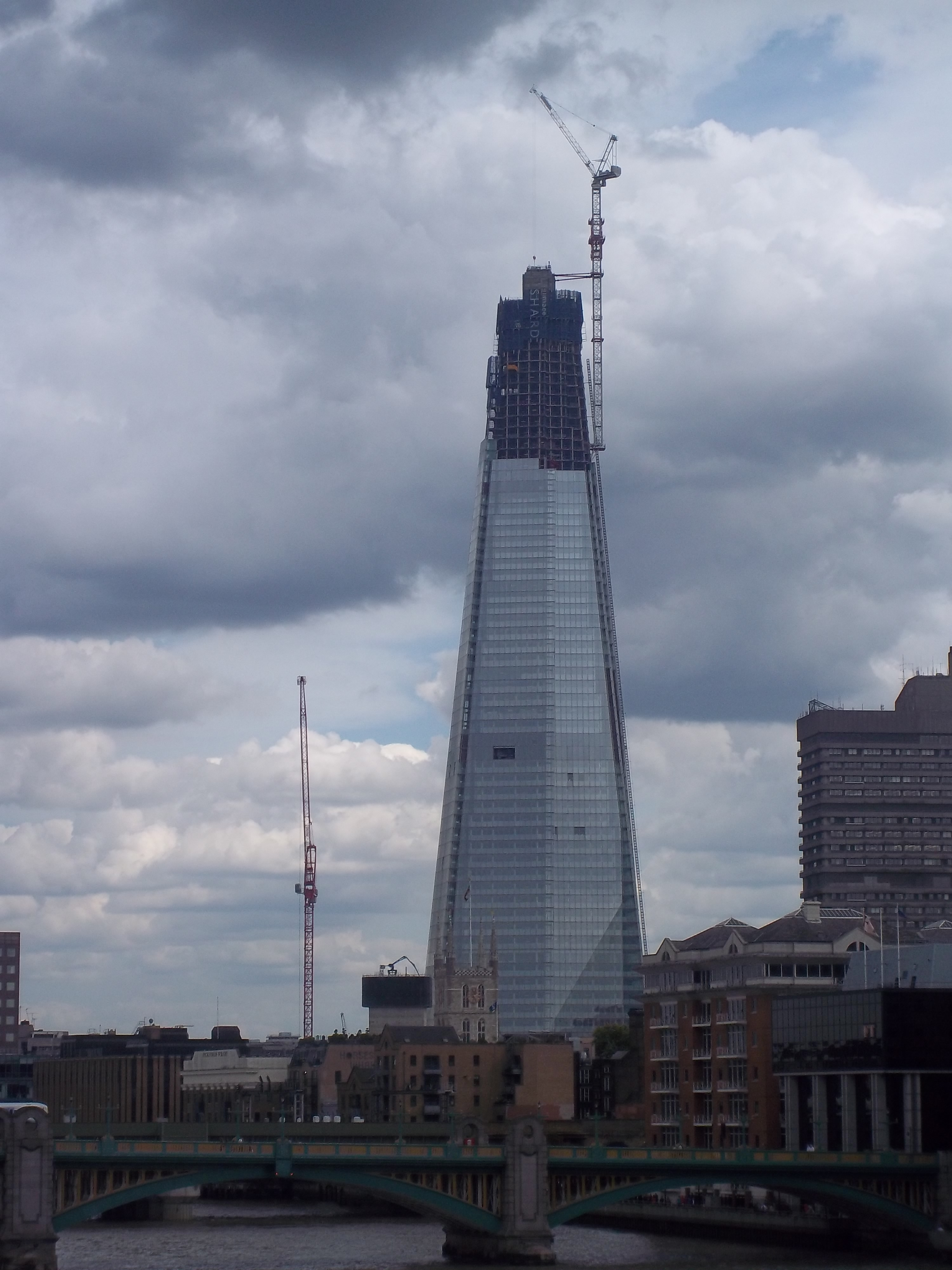
15 августа 2011 года
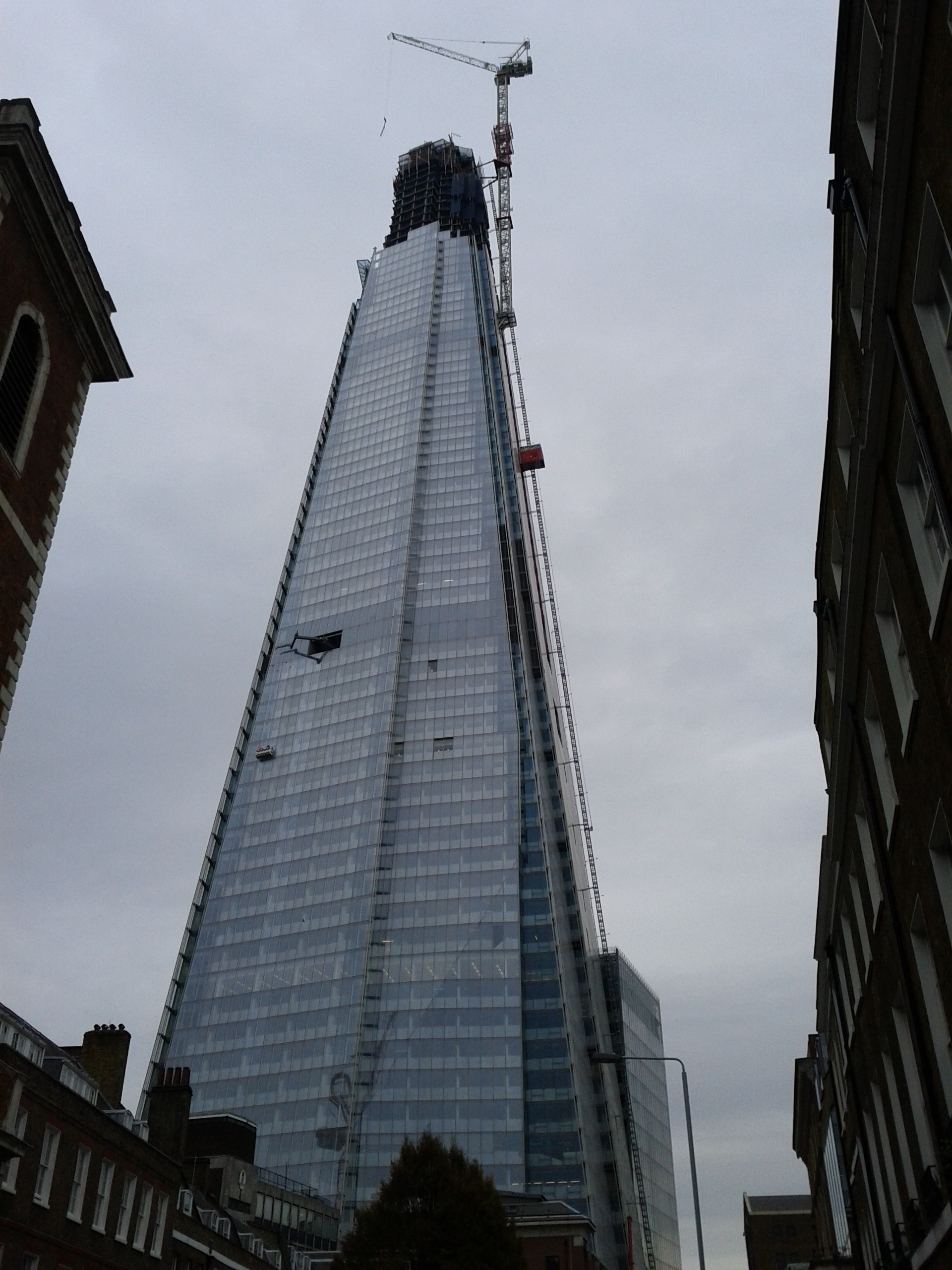
27 октября 2011 года
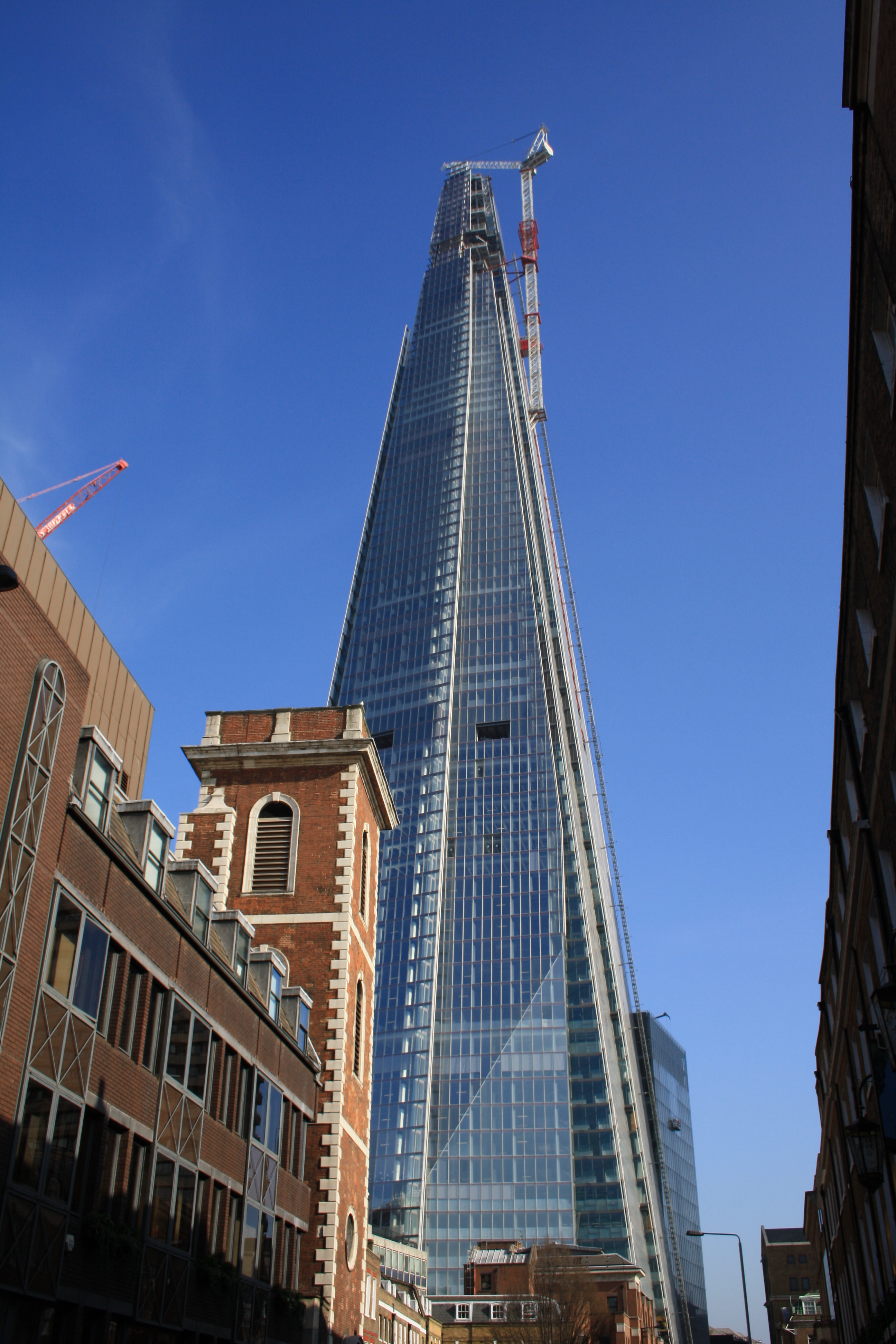
12 марта 2012 года
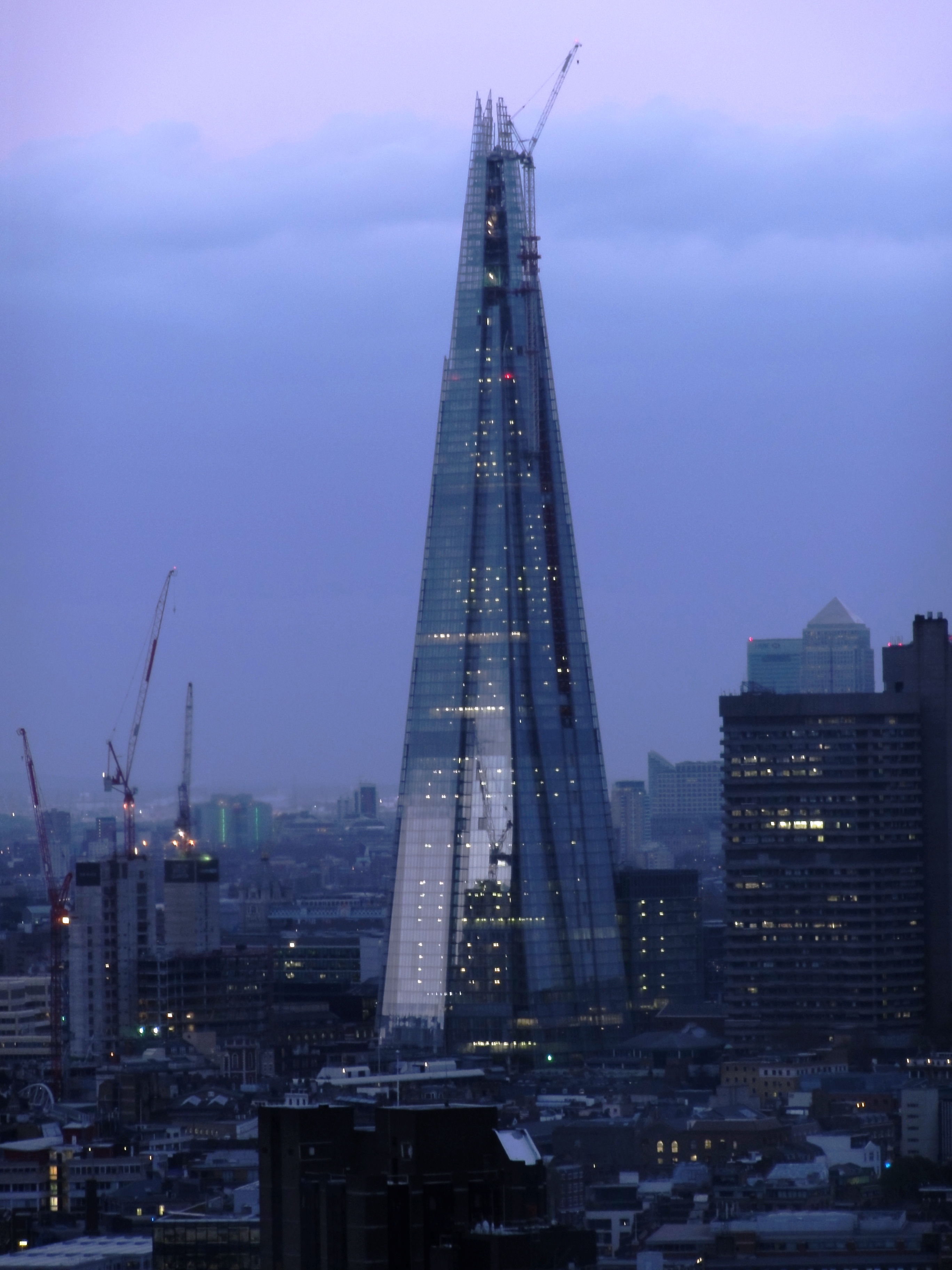
Завершающие этапы строительства (1 апреля 2012 года)
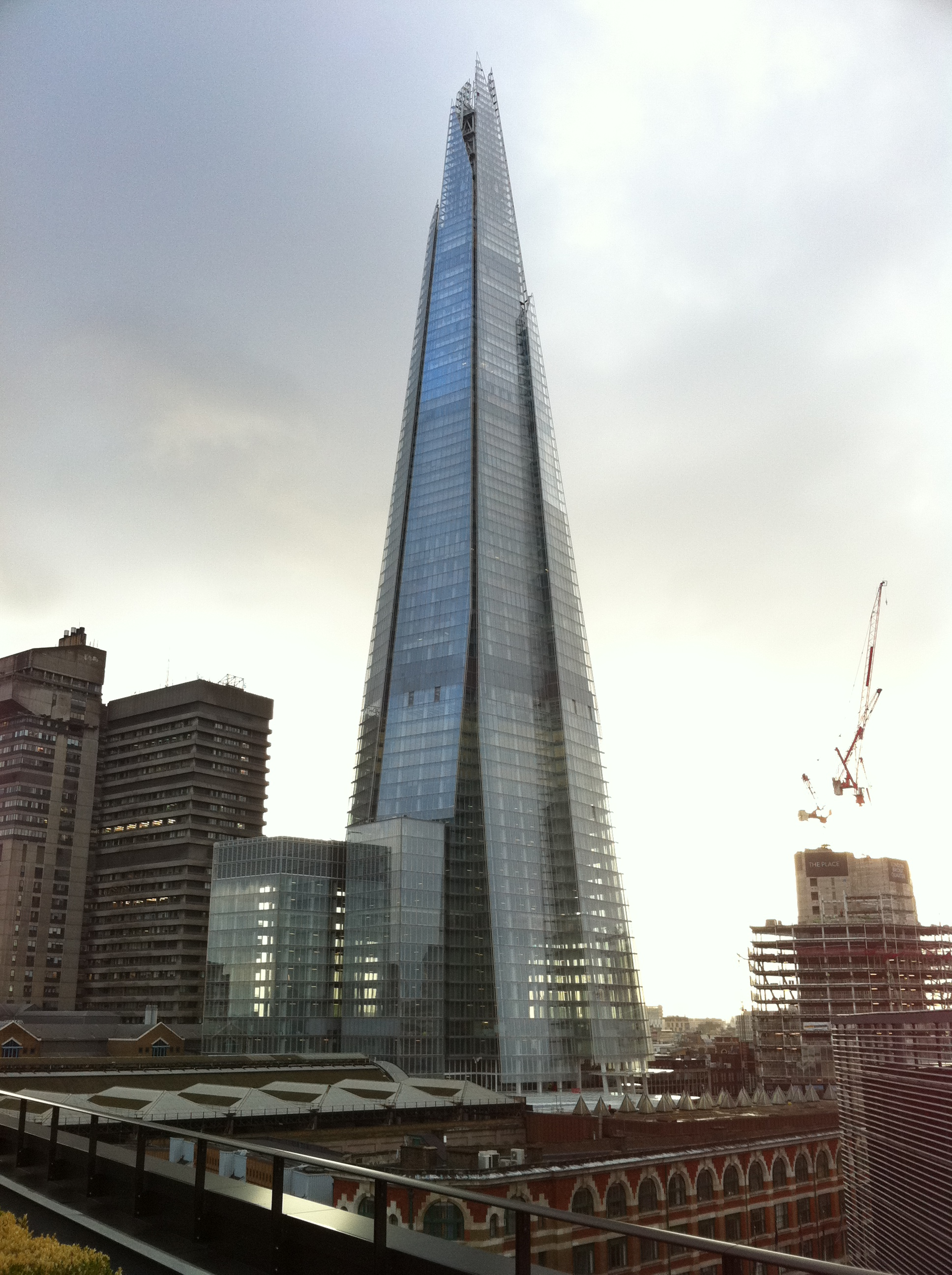
Достроенный небоскрёб (15 мая 2012 года)

## Факты
- Строительство небоскрёба вызвало бурную общественную дискуссию из-за своего влияния на внешний облик Лондона. ЮНЕСКО даже рассматривало вопрос о включении лондонского Тауэра в список объектов Всемирного наследия, находящихся под угрозой, но авторам проекта удалось убедить общественность в том, что небоскрёб принесёт городу больше пользы, чем вреда.[4]
- Если каждый посетитель здания будет платить за вход 20 фунтов, строительство Shard окупится через 10 лет.[5]